# エリトリア戦争
エリトリア戦争（エリトリアせんそう、イタリア語: Guerra d'Eritrea）は、1885年から1889年にかけて行われた、イタリア王国とエチオピア帝国の戦争。
イタリア王国にとって最初の植民地戦争で、敗れたエチオピアはエリトリア地方の割譲を認めるウッチャリ条約をイタリアと締結した。

## 概要
1880年代、アフリカへの領土欲を持っていたイタリア王国は、列強の植民地化を逃れていたエチオピア帝国と急速に対立した。既にスエズ運河の開鑿やエジプトとの関連からエチオピアの紅海沿岸部を欲したイタリアは民間会社（後に国営化された）を通じて大規模な土地購入を行い、入植を開始していた。1885年2月、エチオピア皇帝ヨハンネス4世はこれに反発して軍の動員を開始し、イタリア王国もマッサワなど幾つかの都市に陸軍を上陸させた。ヨーロッパではドガリの虐殺と呼ばれるドガリの戦いなどの数年の紛争や小戦闘を経て最終的にイタリアはエチオピアを軍事的に屈服させ、沿岸部の実効支配を開始した。
1890年、エチオピアでヨハンネス4世の義妹の子マンガッシャとショアの王メネリク2世との間で帝位を巡る内戦が発生した。イタリアの武器供給を受け、内戦に勝利を収めて新たな王となったメネリクは正式に講和条約（ウッチャリ条約）に署名し、紅海沿岸部をイタリア領エリトリアとして割譲した。

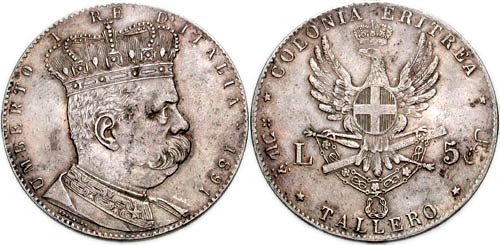
イタリア領エリトリアの通貨「エリトリア・タレーロ」に彫られたウンベルト1世